# Ska-P
Ska-P és un grup espanyol d'ska format a Vallecas (barri de Madrid) el 1994. Les seves cançons es caracteritzen pel seu inconformisme amb el món, la crítica al capitalisme, al sionisme i al racisme, i la defensa de la igualtat. A més a més, s'ha declarat oficialment com a grup "pro-animal" i antitaurí amb cançons com Vergüenza i el seu suport a la prohibició de les corrides a Catalunya. La seva cançó "Cannabis", reivindicant i donant suport a la legalització d'aquesta substància, va servir de trampolí per a aconseguir certa popularitat a Espanya, part de Mèxic i Sud-amèrica. A més compta amb seguidors al Regne Unit, Bèlgica, Itàlia, Suïssa, França i Alemanya. En els últims anys va actuar en diversos festivals multiculturals, alternatius i antiglobalització d'Europa.

## Formació
- Pulpul (Roberto Gañán Ojea), compositor, cantant i segona guitarra del grup.[1]
- Pipi (Ricardo Degaldo de la Obra)
- Joxemi (José Miguel Redin), guitarrista també de No-Relax.[1]
- Julitros (Julio César Sénchez)
- Kogote (Alberto Javier Amado)
- Luis Mi (Luís Miguel García)
- Txikitín
- Gari (Garikoitz Badiola)

## Història
Ska-P neix com grup en 1994. Després d'uns mesos d'assajos graven el que és el seu primer cd anomenat Ska-P, conjuntament amb el segell discogràfic era AZ records on ja apuntaven les maneres en les seves lletres i música, que uns anys després els farien molt populars, encara que els falta temps per arribar a ser famosos, toquen en molts llocs (CSOs, petites convocatòries llibertàries, veïnals, etc.), per les despeses i poc més (Catalunya, Galícia, Almeria, Madrid, etc.).
Però una cançó seva comença a despuntar, sobretot a Madrid. Era una cançó de suport al Rayo Vallecano, l'equip de futbol, símbol del barri de "Vallekas" al que se senten molt units (encara que solament alguns dels seus membres hi visquin). I sobretot perquè la banda es mou sempre pels seus carrers i hi assagen, aquesta cançó per a molts acaba sent un himne i es comença a escoltar molt en molts bars del barri. A poc a poc es va contagiant a altres llocs de la ciutat, i més i més gent es va assabentant que hi ha un grup anomenat Ska-P amb unes lletres que parlen contra la corrupció política, contra el racisme, que són antimilitaristes, antisistema, i que criden a la desobediència civil.

### 1995-1996:Entrant en combat
El seu guitarrista, Toni Escobar deixa el grup (en aquella època tots treballaven i a les nits assajaven el local). Després de provar a diversos guitarristes, decideixen quedar-se amb un dels que apareix per allí anomenat Joxemi originari de Larraga (Navarra), no era tècnica tot el que es buscava en un grup com a Ska-P sinó més aviat sentir aquesta història com seva, i acabar sent un més. També és quan ja definitivament entra a formar part del grup oficialment Pipi, que fins llavors solia sortir disfressat en algunes cançons i ajudava al grup a carregar i descarregar el material. A partir d'ara seria quan hauria de treballar-se unes lletres més ben elaborades, cosa que amb la seva habitual desimboltura no li costaria molt. I arriba el concert que definitivament, i juntament amb la sortida del seu nou àlbum (juny del 96), El vals del obrero, els situaria en un lloc de privilegi en l'escena musical ibèrica, el 9è Festival Vallecas Rock. A partir de llavors es comença a parlar d'ells com una banda amb collons de dir les coses clares, amb una bona música i un noi que es disfressa i no deixa a ningú indiferent.

### 1997-1999:Primera Gira internacional
Arriba l'enregistrament de Eurosis, el seu tercer CD, i tornen a la carretera sense descans, i comencen de nou gires per tot Espanya, i continuen refermant-se més a França. Fan la seua primera gira per Argentina, com a teloners d'Ataque 77, amb un concert a destacar en l'estadi Obres davant unes 4.000 persones, i des d'aquella posició se'n van a Mèxic. En total un mes de gira per aquests dos països on deixen una molt bona impressió. A Mèxic hi tornarien en tot just un any. Pako, bateria i membre fundador de Ska-P deixa la banda i entra Luismi com a nou bateria, vell conegut del grup i que s'hi integra sense problemes; al cap de poc tornen a tocar en directe. Acudeixen a Itàlia, per a tocar en el festival Arezzo Wave, on els esperen 10.000 persones corejant totes les seves cançons.

### 2000-2002:El millor moment
A l'any 2000 treuen un nou CD anomenat Planeta Eskoria, on endureixen el seu so, i es fan un xic més seriosos, dintre del que cap en una banda com Ska-P, on l'humor i la ironia tenen un lloc important, al costat de la protesta més directa. Les gires a hores d'ara ja es reparteixen per França, Itàlia, Suïssa i Espanya. Sembla que ja són una banda que no només compte en l'Estat Espanyol, sinó que ja és considerada banda internacional, toquen tant en aquests països com uns anys abans ho feien a Espanya.
A l'any 2002 graven el seu cinquè àlbum ¡Que Corra la Voz!, potser el disc més complet de la banda, ja que ells mateixos ho consideren una barreja perfecta de la seua personalitat. En aquest disc hi ha de tot: molt moviment, ironia i unes lletres ben pensades. La llista de països que va coneixent Ska-P va augmentant; fan una gira Europea tocant en països com Hongria, Àustria, Països Baixos, Bèlgica i els anteriorment citats.

### 2004-2005:Una Nova Gira
Durant l'any 2004 surt el seu CD Incontrolable, que a més de comptar amb 16 cançons gravades en directe per tot Europa, va acompanyat amb un DVD amb 13 temes gravats a Nyon, Suïssa i París. A més s'hi incorporen tots els videoclips de la banda i imatges del grup en l'última gira.

### Aturada Indefinida
Després de més de deu anys en actiu, al febrer de 2005 van anunciar que anaven a fer una aturada indefinidament. "Queda oberta la possibilitat d'una futura tornada", com van dir els membres del grup.
Van anunciar a més una gira de comiat. El seu últim concert a Espanya va ser el 24 de setembre de 2005 en la Coberta de Leganés, i l'últim recital definitiu va ser a Argentina a mitjans d'octubre del 2005. Els integrants del grup van decidir donar per finalitzada la seua gira de comiat en aquesta ciutat a causa del tracte rebut en ocasions anteriors. Tot el recaptat en aquest festival va ser donat a diferents organitzacions benèfiques argentines i menjadors comunitaris.
L'any 2006, sis mesos més tard de l'aturada, el cantant Pulpul feu una entrada a la pàgina oficial del grup anunciant que ell seguia component i esperava que aquelles lletres fossin en un futur les del nou disc de Ska-p. Alguns membres del grup formaren part d'altres grups durant l'aturada. És el cas de Pipi que fundà un grup alternatiu semblant a Ska-p que s'anomena The Locos. Joxemi formà part d'un grup d'un estil més proper al punk anomenat No-Relax.

### 2008:El retorn
El dia 12 d'octubre de 2007, dos anys exactament després des de l'últim concert a l'Argentina, a través d'un comunicat a la pàgina oficial de Ska-p, el membre Pulpul anuncia una possible reunió del grup durant el 2008. El mateix Pulpul desvetllà també que si aquesta reunió es confirmés, tornarien a assajar amb l'antic repertori. Finalment, també anuncià que si tot anava bé traurien un nou àlbum a finals de 2008. Després d'aquest primer comunicat, els seus companys, excepte inicialment Pipi, donaren suport al retorn del grup; posteriorment Pipi s'uní als seus companys per al retorn del grup. Alacrán Producciones obrí la contracció de Ska-p per a una possible gira el 2008. El retorn del grup es confirmà a la pàgina oficial del grup, que comunicava que es llançaria a la venda un nou disc a l'octubre d'aquell any titulat Lágrimas y Gozos i una Minigira per Europa (Itàlia, França, Bèlgica, Suïssa i Espanya) i països llatinoamericans (Mèxic, Xile, Equador, Argentina i Veneçuela).
El dia 5 de setembre de 2008, llançaren un primer single de l'àlbum Lágrimas y Gozos, titulat Crimen Sollicitationis, en el qual realitzen una dura crítica a l'església catòlica tant al Papa Benet XVI com a la pederàstia d'alguns sacerdots.
L'àlbum Lágrimas y Gozos va sortir a la venda el 7 d'octubre de 2008 després de sis anys sense un disc d'estudis i després de tres sense trepitjar els escenaris.

### 2018
Després de 10 anys sense aparèixer als escenaris, al 2018 han presentat el seu nou àlbum Game Over.

## Discografia

### Àlbums d'estudi
| • Ska-P (1995) |
| --- |
| 1. El hombre resaka baila ska 2. Abolición 3. Chupones 4. 0,7 5. Alí, el magrebí 6. Sargento Bolilla 7. Reality Show 8. Bla, Bla, Bla 9. Como Un Rayo |

| • El vals del obrero (1996) |
| --- |
| 1. El gato López 2. Ñapa es 3. El vals del obrero 4. Revistas del corazón 5. Romero el madero 6. Sectas 7. No te pares 8. Cannabis 9. Insecto urbano 10. Animales de laboratorio 11. La sesera no va 12. Sexo y religión |

| • Eurosis (1998) |
| --- |
| 1. Circo Ibérico 2. Villancico 3. España Va Bien 4. Paramilitar 5. Simpatico Holgazán 6. Kémalo 7. Poder Pa'l Pueblo 8. Juan Sin Tierra 9. Kacikes 10. América Latina Libre 11. Al Turrón 12. Seguimos En Pie |

| • Planeta eskoria (2000) |
| --- |
| 1. Planeta Eskoria 2. Vergüenza 3. Como me pongo 4. El auténtico 5. Naval Xixón 6. La mosca cojonera 7. Eres un@ más 8. Derecho de Admisión 9. A la mierda 10. E.T.T.s. 11. Lucrecia 12. Tío Sam 13. Violencia Machista 14. Mestizaje |

| • ¡Que corra la voz! (2002) |
| --- |
| 1. Estampida 2. Consumo gusto 3. Welcome To Hell 4. Casposos 5. Niño soldado 6. Intifada 7. McDollar 8. Solamente Por Pensar 9. Insensibilidad 10. Esquirol 11. El Olvidado 12. Mis Colegas |

| • Lágrimas y Gozos (2008) |
| --- |
| 1. Ni fu ni fa 2. El libertador 3. La colmena 4. Crimen sollicitationis 5. Gasta Claus 6. Fuego y miedo 7. El Imperio caerá 8. Los hijos bastardos de la globalización 9. Vándalo 10. El tercero de la foto 11. Decadencia 12. Qué puedo decir |

| • 99% (2013) |
| --- |
| 1. Full gas 2. Canto a la rebelión 3. Ciudadano papagayo 4. Pandemia, S.L. 5. Se acabó 6. Ska-Pa 7. Marinaleda 8. Alí Baba 9. Victoria 10. Bajo vigilancia 11. Maquis 12. Oniomanos 13. ¿Quienes sois? 14. Radio falacia 15. Africa agónica |

| • Game Over (2018) |
| --- |
| 1. A Chitón 2. Eurotrama 3. No Lo Volveré a Hacer Más 4. The Lobby 5. Colores 6. La Fábrica 7. Patriotadas 8. Cruz, Oro y Sangre 9. Adoctrinad@s 10. El Bufón 11. Brave Girls 12. Jaque Al Rey |

### Àlbums en directe
| • Ska-P En Concierto (només a França) (1999)                                           |
| -------------------------------------------------------------------------------------- |
| 1. Circo Ibérico 2. El Gato López 3. Juan Sin Tierra 4. Cannabis 5. El Vals Del Obrero |

| • Incontrolable (CD+DVD) (2004) |
| --- |
| 1. Estampida 2. El Gato López 3. Niño Soldado 4. Planeta Eskoria 5. Mestizaje 6. Intifada 7. El Vals Del Obrero 8. Mis Colegas 9. Vergüenza 10. Solamente Por Pensar 11. Romero El Madero 12. Welcome To Hell 13. A La Mierda 14. Kasposos 15. Paramilitar 16. Cannabis |

### Àlbums Singles
- Cannabis - 1996
- Ñapa Es - 1998
- Paramilitar - 1998
- Planeta Eskoria - 2000
- Derecho de Admisión - 2000
- Crimen Sollicitationis - 2008

### Tributs
- Mano Negra Illegal (Señor Matanza) - 2001 (Àlbum Tribut a Mano Negra)
- Agradecidos... Rosendo (Navegando) - 1997 (Àlbum Tribut a Rosendo)